# Die Berufung
Die Berufung ist ein 1920 vom österreichischen Maler Hans Bertle angefertigtes Gemälde. Das Gemälde zeigt den Politiker Jodok Fink nach der Vorstellung des Künstlers in jenem Moment, als dieser, als Bauer mit seinem Pflug auf dem Feld stehend, von seiner namensgebenden Berufung zum österreichischen Vizekanzler erfährt. Das Werk befindet sich im Eigentum des vorarlberg museums und ist leihweise im Andelsbucher Rathaus ausgestellt, der Heimatgemeinde Finks.

## Beschreibung
Das Gemälde zeigt Jodok Fink als Landwirt auf einem Acker in seiner Heimatgemeinde Andelsbuch im Bregenzerwald stehend und auf einem Pflug aufgestützt. Fink trägt eine dunkle, aufgeknöpfte Weste, eine dunkle Hose und ein weißes Hemd, dessen Ärmel zur Arbeit hochgekrämpelt sind und dessen oberste Knöpfe geöffnet sind. Er blickt einem auf ihn zukommenden Postboten in Uniform entgegen, der ein offensichtlich für Fink bestimmtes Schriftstück in der linken Hand hält. Der Bildhintergrund zeigt die Landschaft des mittleren Bregenzerwalds mit der Pfarrkirche von Andelsbuch etwa in der Bildmitte.

## Entstehung und Mythos
Hans Bertle, der bekannteste Spross der Montafoner Künstlerfamilie Bertle, hatte beim Entwurf des Gemäldes mit dem Titel „Die Berufung“ die Berufung Jodok Finks zum Österreichischen Vizekanzler am 17. Oktober 1919 vor Augen. Finks Biograph, Hermann Deuring schrieb aber in dessen Biographie aus dem Jahr 1932 die zur Entstehung des Gemäldes führenden Umstände so um, dass diese auf die Berufung Finks in die provisorische Vorarlberger Landesversammlung 1918 passten. Wenngleich die tatsächlichen Ereignisse sowohl bei der Berufung zum Vizekanzler als auch bei der Konsultation Finks durch die provisorische Vorarlberger Landesversammlung nicht den auf dem Bild dargestellten Umständen – Fink als Bauer am Feld stehend, auf seinem Pflug aufgestützt und den Postboten mit der Nachricht seiner Berufung erwartend – entsprachen, entwickelten beide Darstellungen einen umfassenden Mythos um Jodok Fink. Besonders die von Deuring geschilderte Geschichte, der zufolge der Sozialdemokrat Fritz Preiß eigenhändig einen Sonderzug der Bregenzerwaldbahn nach Andelsbuch geführt habe, um Jodok Fink von seiner Berufung zu unterrichten und ihn nach Bregenz zu holen, ist ins Reich der Phantasie zu verweisen.
Schon der Karikaturist Theodor Zasche hatte in den „Wiener Stimmen“ vom 2. April 1919 eine ähnlich aussehende Karikatur von Jodok Fink als Bauer veröffentlicht. Diese Karikatur zeigte, wie die junge Austria mit Jakobinermütze dem pflügenden Fink Jodocus Cincinnatus ein Blatt mit der Aufschrift VICE KANZLER überbringt. Zasche zog also in überspitzter Fom die Allegorie zu Lucius Quinctius Cincinnatus, der der römischen Überlieferung nach zufolge auf Bitte des Senats hin ohne zu Zögern seinen Acker verlassen haben soll, um als Diktator auf Zeit die Geschicke Roms in größter Not zu lenken. Auch Bertle bezog sich in seiner Darstellung der Ereignisse deutlich erkennbar auf die Allegorie von Cincinnatus.

## Verbleib
Das Gemälde hatte lange Zeit einen Ehrenplatz im Gebäude der Vorarlberger Landwirtschaftskammer in Bregenz inne. 1951 wurde es von Bartle Kleber in kleinerem Format für die Landeshypothekenbank kopiert. Heute befindet sich das Gemälde im Besitz des vorarlberg museums in Bregenz und wird leihweise im Rathaus von Andelsbuch, Jodok Finks Heimatgemeinde und dargestellter Ort des Gemäldes, gezeigt.